# Drepanosticta clavata
Drepanosticta clavata är en trollsländeart som beskrevs av Maurits Anne Lieftinck 1932. Drepanosticta clavata ingår i släktet Drepanosticta och familjen Platystictidae. Inga underarter finns listade i Catalogue of Life.